# Oliver Townend
Oliver Townend (Huddersfield, 15 de noviembre de 1982) es un jinete británico que compite en la modalidad de concurso completo.
Participó en los Juegos Olímpicos de Tokio 2020, obteniendo una medalla de oro en la prueba por equipos (junto con Tom McEwen y Laura Collett). Ganó cuatro medallas en el Campeonato Europeo de Concurso Completo entre los años 2007 y 2019.
En 2022 fue nombrado miembro de la Orden del Imperio Británico (MBE).

## Palmarés internacional
| Juegos Olímpicos   | Juegos Olímpicos            | Juegos Olímpicos | Juegos Olímpicos |
| Año                | Lugar                       | Medalla          | Categoría        |
| ------------------ | --------------------------- | ---------------- | ---------------- |
| 2020               | Tokio (Japón)               | Medalla de oro   | Por equipos      |
| Campeonato Europeo |                             |                  |                  |
| Año                | Lugar                       | Medalla          | Categoría        |
| 2007               | Pratoni del Vivaro (Italia) | Medalla de oro   | Por equipos      |
| 2009               | Fontainebleau (Francia)     | Medalla de oro   | Por equipos      |
| 2017               | Strzegom (Polonia)          | Medalla de oro   | Por equipos      |
| 2019               | Luhmühlen (Alemania)        | Medalla de plata | Por equipos      |